# Codrington (Barbuda)

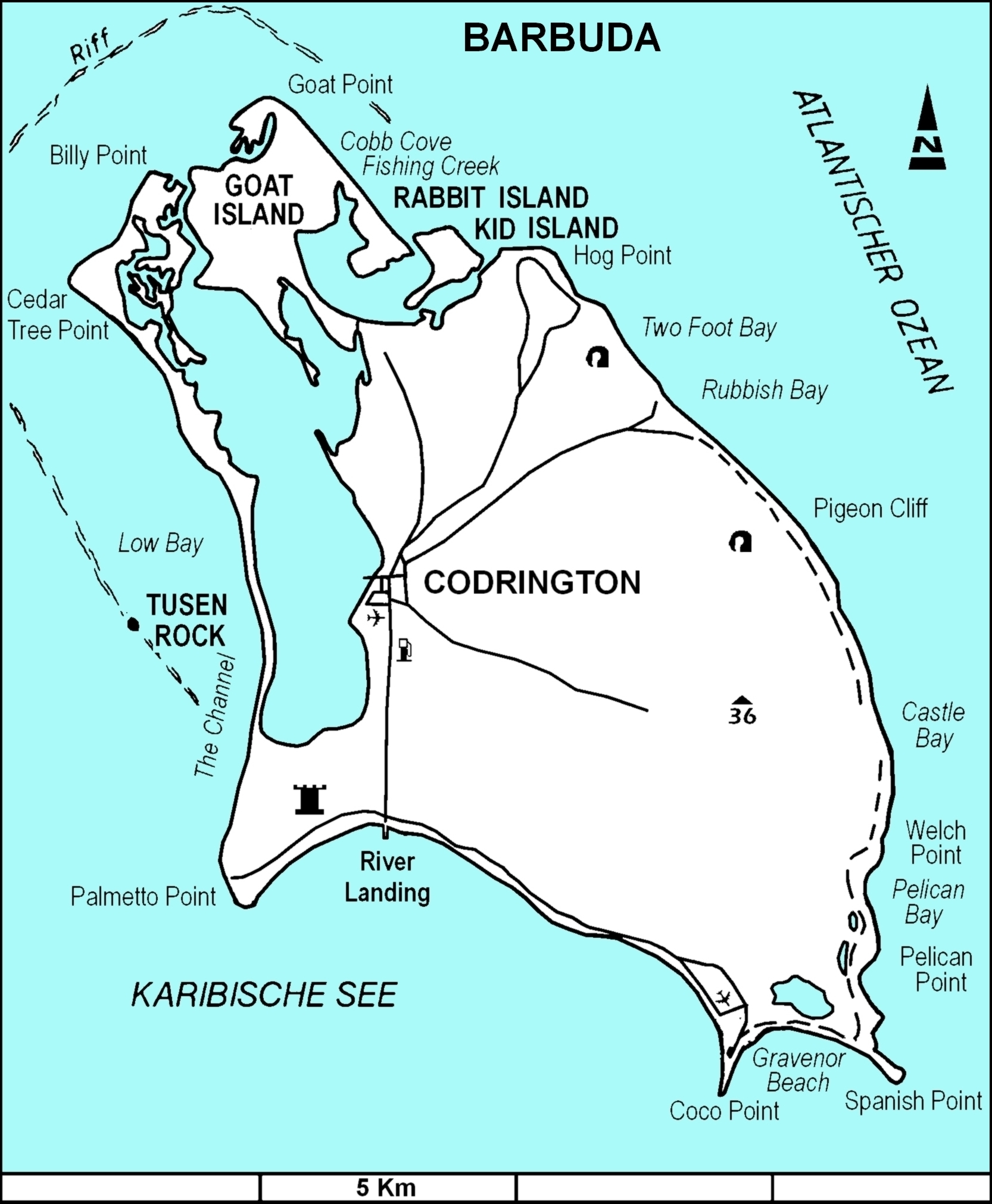
Codrington liegt am Ostufer der gleichnamigen Lagune Codrington Lagoon

Codrington ist der Hauptort der Insel Barbuda, die zum karibischen Inselstaat Antigua und Barbuda gehört.
Codrington wurde im Jahre 1685 durch den Engländer Christopher Codrington und seinen Bruder John gegründet. Zur Volkszählung 2001 hatte Codrington 914 Einwohner, das waren beinahe 70 Prozent der Inselbevölkerung von 1325 Einwohnern. 2017 wurde die Bevölkerung nach einem Sturm vollständig evakuiert, danach musste die gesamte Bebauung der Insel wiederaufgebaut werden.

## Verkehr
Der Ort besitzt einen Regionalflughafen, von dem Flugverbindungen zur Hauptinsel Antigua bestanden. Daneben gibt es eine Fährverbindung nach Saint John’s, der Hauptstadt von Antigua und Barbuda.